# Okegawa

Okegawa (桶川市 Okegawa-shi?) este un municipiu din Japonia, prefectura Saitama.